# O.K. 50 Zonhoven
O.K. 50 te Zonhoven is de eerste en oudste wandelvereniging van België. de club is opgericht om het 50-jarig bestaan van de Zonhovense Studentenbond "Ontwaakte Kabouters", die in 1916 gesticht was, te vieren zocht men een speciale manier waar zowel oud als jong  aan kon deelnemen.
Naar Nederlands voorbeeld werd toen geopteerd voor een wandelmanifestatie in Zonhoven.
De Nederlandse Limburgse wandelsportvereniging ( lid van de Nederlandse Wandelbond = NWB en aangesloten bij de Nederlandse Sportfederatie (NSF) was dadelijk bereid haar medewerking te verlenen.
Zo had de 1ste internationale wandeling plaats op zondag 21 augustus 1966. Vanuit de lagere jongensschool van de Eerwaarde Fraters van Zonhoven vertrokken 692 wandelaars. Er werden 35 groepsprijzen uitgereikt. Zo werd de wandelclub OK 50 de eerste Limburgse en Belgische wandelclub.  
De eerste voorzitter en tevens stichter was de heer Jan Tielens, de secretaris Ivan Smits. 
De club sloot aan bij de NWB en was er 2 jaar lid. Ook  sloot de club aan bij de Limburgse Wandelsport Bond  (LWB) tot in 1968  het NWF (Nationale WandelFederatie) tot stand kwam  het latere VWF (Vlaamse WandelFederatie).
In 2001 werd deze club lid van de VVRS (Vrije Vlaamse RecreatieSporten).